# Provincia marítima de Las Palmas
La provincia marítima de Las Palmas es una de las treinta provincias marítimas en que se divide el litoral español. Su matrícula es GC y comprende las aguas de las islas de Gran Canaria, Lanzarote, Fuerteventura y Lobos.
Se divide en tres distritos marítimos:
- Las Palmas,  todo el litoral de la isla de Gran Canaria.
- Arrecife, todo el litoral de la isla de Lanzarote.
- Puerto del Rosario, todo el litoral de las islas de Fuerteventura y Lobos.